# Promise in the History
Albums de Mari Hamada
Blue Revolution
(21 déc. 1985) In the Precious Age
(1er sept. 1987)
Compilations par Mari Hamada
Mari's Collection
(21 mai 1986) Now & Then
(21 nov. 1986)
Singles
1. Love and Free
Sortie : 16 décembre 1986

Promise in the History (écrit en capitales : PROMISE IN THE HISTORY) est le 6e album original de Mari Hamada, paru en 1986.

## Présentation
L'album sort le 5 septembre 1986 au Japon sur le label Invitation de Victor Entertainment, neuf mois après le précédent album original de la chanteuse, Blue Revolution, et trois mois après sa deuxième compilation, Mari's Collection. Comme ses autres albums, il est ré-édité le 24 mars 1994 à l'occasion de ses 10 ans de carrière (présentation officielle fautive), puis le 22 octobre 2008 pour ses 25 ans de carrière, et le 15 janvier 2014 pour les 30 ans.
L'album est produit et écrit par Mari Hamada elle-même, et Tak Matsumoto en interprète encore les parties de guitare. Il contient huit chansons de genre hard FM. Deux d'entre elles paraitront également sur le 3e single de la chanteuse, Love and Free (avec la chanson-titre Promise in the History en "face B"), qui sort trois mois plus tard, le 16 décembre 1986 ; ces deux titres figureront aussi sur plusieurs de ses compilations. Les deux chansons du 2e single sorti en mai précédent ne figurent pas sur l'album (sa chanson-titre Crime of Love figurera sur la compilation Now & Then qui sort en novembre suivant, et sa "face B" Night Steals sur Heart and Soul de 1988).

## Liste des titres
Toutes les paroles sont écrites par Mari Hamada.
| CD    | CD                                              | CD                                            | CD    | CD | CD | CD | CD | CD | CD |
| No    | Titre                                           | Musique                                       | Durée |    |    |    |    |    |    |
| ----- | ----------------------------------------------- | --------------------------------------------- | ----- | -- | -- | -- | -- | -- | -- |
| 1.    | Fearless Night (FEARLESS NIGHT)                 | Keiji Katayama (片山圭司)                     | 5:32  |    |    |    |    |    |    |
| 2.    | Private Emotion (PRIVATE EMOTION)               | Hiroyuki Ohtsuki (大槻啓之)                   | 4:44  |    |    |    |    |    |    |
| 3.    | Come and Go (COME AND GO)                       | Yôgo Kôno (河野陽吾), Nobuo Yamada (山田信夫) | 3:26  |    |    |    |    |    |    |
| 4.    | Promise in the History (PROMISE IN THE HISTORY) | Keiji Katayama                                | 4:55  |    |    |    |    |    |    |
| 5.    | Memory in Vain (MEMORY IN VAIN)                 | Hiroaki Matsuzawa (松沢浩明)                  | 4:31  |    |    |    |    |    |    |
| 6.    | Love and Free (LOVE AND FREE)                   | Keiji Katayama                                | 4:13  |    |    |    |    |    |    |
| 7.    | Time Again (TIME AGAIN)                         | Takanobu Masuda (増田隆宣)                    | 4:25  |    |    |    |    |    |    |
| 8.    | Earth-Born (EARTH-BORN)                         | Takanobu Masuda                               | 5:25  |    |    |    |    |    |    |
| 37:16 |                                                 |                                               |       |    |    |    |    |    |    |

## Musiciens
- Mari Hamada : chant, chœurs
- Tak Matsumoto : guitare (sauf titre n°3, par Takayuki Hijikata)
- Yoshihiro Naruse (鳴瀬喜博?) : basse (sauf titre n°3, par Naoki Watanabe)
- Yoshinobu Kojima (小島良喜?) : claviers (titres 1, 2, 5, 6)
- Takanobu Masuda (増田隆宣?) : claviers (titres 4, 7, 8)
- Atsuo Okamoto (岡本郭男?) : batterie